# Conrad Magnusson
Conrad Emanuel Magnusson (Oslo, Noruega, 18 d'agost de 1874 - Chicago, Illinois, 14 de setembre de 1924) va ser un esportista estatunidenc que va competir a cavall del segle xix i el segle xx. El 1904 va prendre part en els Jocs Olímpics de Saint Louis en la prova del joc d'estirar la corda, en què guanyà la medalla d'or formant part de l'equip Milwaukee Athletic Club, junt a Sidney Johnson, Oscar Olson, Patrick Flanagan i Henry Seiling.